# جان‌دار (فیلم)
جان‌دار فیلمی به کارگردانی حسین امیری دوماری و پدرام پورامیری، تهیه‌کنندگی کامران مجیدی و  نویسندگی حسین امیری دوماری، پدرام پورامیری و محمد داوودی محصول سال ۱۳۹۷ است.
این فیلم که در سی و هفتمین دوره جشنواره فیلم فجر شرکت کرده و نامزد بهترین فیلم در بخش نگاه نو شده بود.

## داستان
در شب عروسی اسما، مسعود برادر یاسر (خواستگار سابق اسما) به تحریک او به مراسم عروسی به قصد به هم ریختن آن می‌رود، اما مسعود در درگیری به دست جمال برادر ناتنی اسما کشته می‌شود.

## بازیگران
| بازیگر          | نقش   | توضیحات                                                    |
| --------------- | ----- | ---------------------------------------------------------- |
| فاطمه معتمدآریا | ثریا  | همسر رحمان، مادر نعیم و جمال، مادر ناتنی اسما و وحید       |
| حامد بهداد      | نعیم  | پسر رحمان و ثریا، برادر جمال، برادر ناتنی اسما و وحید      |
| جواد عزتی       | یاسر  | خواستگار و عاشق اسما، برادر مسعود                          |
| باران کوثری     | اسما  | دختر رحمان، همسر سعید، خواهر وحید، خواهر ناتنی نعیم و جمال |
| مسعود کرامتی    | رحمان | همسر ثریا، پدر نعیم جمال اسما وحید                         |
| علی شادمان      | وحید  | پسر رحمان، برادر اسما، برادر ناتنی نعیم و جمال             |
| گیتی قاسمی      | سهیلا | همسر مسعود، زن داداش یاسر                                  |
| محمد علی‌محمدی   | جمال  | پسر رحمان و ثریا، برادر نعیم، برادر ناتنی اسما و وحید      |
| امیراحمد قزوینی | سعید  | همسر اسما                                                  |
| علیرضا مهران    | مسعود | برادر یاسر، همسر سهیلا                                     |
| مجتبی فلاحی     | -     | قاضی                                                       |
| محمدصادق ملک    | سلمان | دوست جمال                                                  |

## جوایز
| بخش                       | نامزد                             | نتیجه    | جایزه        |
| ------------------------- | --------------------------------- | -------- | ------------ |
| بهترین فیلم (بخش نگاه نو) | حسین امیری دوماری وپدرام پورامیری | نامزدشده | سیمرغ بلورین |